# Gnypeta saccharina

Gnypeta saccharina  (лат.) — вид коротконадкрылых жуков из подсемейства Aleocharinae. Северная Америка.

## Распространение
Канада (Нью-Брунсвик, Саскачеван).

## Описание
Мелкие коротконадкрылые жуки, длина тела 2,4—2,7 мм. Основная окраска тёмно-коричневая, почти чёрная. Опушение желтовато-серое, короткое и плотное. Усики 11-члениковые. Передние лапки 4-члениковые, средние и задние лапки 5-члениковые (формула 4-5-5). Тело тонко  пунктированное, слабо блестящее.
Взрослые особи были пойманы в мае на влажных листьях возле края пруда на болоте с преобладанием клёна серебристого (Acer saccharinum, отсюда и видовое название жука), а в июне в детрите у реки Saint John. Также под корой. Активны с мая по сентябрь.
Вид был впервые описан в 2008 году канадскими энтомологами Яном Климашевским (Jan Klimaszewski; Laurentian Forestry Centre, Онтарио, Канада) и Реджинальдом Уэбстером вместе с видом G. minuta.